# Eurogliders
Gli Eurogliders sono un gruppo musicale australiano, formatosi nel 1980 a Perth e composto da Bernie Lynch, Amanda Vincent, Crispin Akerman, Don Meharry, Guy Slingerland, Grace Knight, John Bennetts, Geoff Rosenberg, Ron Francois, Scott Saunders, Rex Goh, Lindsay Jehan, Guy Le Claire, Joy Smithers, Steve Sowerby e Phil Whitcher.

## Storia
Gli Eurogliders hanno raggiunto popolarità negli anni '80, quando hanno piazzato quattro album nella Kent Music Report: in particolare, This Island e Absolutely hanno raggiunto rispettivamente la 4ª e la 7ª posizione, venendo entrambi certificati disco di platino. Nel 1984 è stata pubblicata la loro più grande hit, Heaven (Must Be There), che ha trovato successo a livello mondiale, piazzandosi alla numero 2 in Australia, alla 47 in Canada, alla 6 in Nuova Zelanda e alla 65 negli Stati Uniti. Dopo vari cambi di formazione, il gruppo si è sciolto ufficialmente nel 1989, per poi riunirsi nel 2005 per un tour nazionale e il disco Hummingbird.

## Discografia

### Album in studio
- 1982 – Pink Suit Blue Day
- 1984 – This Island
- 1985 – Absolutely
- 1988 – Groove
- 2005 – Eurogliders
- 2015 – Don't Eat The Daisies

### Raccolte
- 1985 – 12" Mixes
- 1991 – Greatest Hits: Maybe Only I Dream
- 2007 – The Essential Eurogliders

### Singoli
- 1982 – Without You
- 1982 – Laughing Matter
- 1983 – No Action
- 1983 – Another Day in the Big World
- 1984 – Heaven (Must Be There)
- 1984 – Maybe Only I Dream
- 1985 – We Will Together
- 1985 – The City of Soul
- 1985 – Can't Wait to See You
- 1986 – Absolutely
- 1986 – So Tough
- 1988 – Groove
- 1988 – It Must Be Love
- 1988 – Listen
- 1989 – Precious
- 2005 – Hummingbird